# Vitesse in het seizoen 1959/60
Het seizoen 1959/1960 was het zesde jaar in het bestaan van de Arnhemse betaaldvoetbalclub Vitesse. De club kwam uit in de Eerste divisie A en eindigde daarin op de tweede plaats. In de nacompetitie voor promotie kwam de club niet verder van de tweede plaats.

## Wedstrijdstatistieken

### Eerste divisie A
|       | BVV   | Excelsior | Fortuna | 't Gooi | GVAV  | Helmond | HVC   | KFC   | NOAD  | Rigtersbleek | Stormvogels | SVV   | Veendam | De Volewijckers | Wageningen |
| ----- | ----- | --------- | ------- | ------- | ----- | ------- | ----- | ----- | ----- | ------------ | ----------- | ----- | ------- | --------------- | ---------- |
| Thuis | 1 – 0 | 4 – 2     | 3 – 2   | 1 – 1   | 3 – 0 | 6 – 1   | 3 – 1 | 3 – 1 | 6 – 1 | 0 – 2        | 1 – 1       | 1 – 0 | 2 – 1   | 1 – 1           | 0 – 0      |
| Uit   | 2 – 2 | 1 – 2     | 1 – 2   | 1 – 2   | 3 – 2 | 1 – 1   | 1 – 2 | 0 – 0 | 2 – 0 | 0 – 1        | 0 – 0       | 0 – 3 | 2 – 2   | 2 – 4           | 3 – 2      |

### Nacompetitie voor promotie
| Nacompetitie                                                                                             | D.F.C.                                                            | 4 – 0 (3 – 0) | Vitesse                |
| 26 mei 1960 Plaats: Dordrecht Krommedijk Toeschouwers: 8.000 Scheidsrechter: Leo Horn                    | Jan van Sluijsdam 13' Ad van Lent 15' (e.d.) Hans de Vos 33', 78' |               |                        |
| Nacompetitie                                                                                             | Vitesse                                                           | 1 – 0 (0 – 0) | VSV                    |
| 29 mei 1960 Plaats: Arnhem Nieuw-Monnikenhuize Toeschouwers: 13.000 Scheidsrechter: André La Croix       | Bert Theunissen 90'                                               |               |                        |
| Nacompetitie                                                                                             | Vitesse                                                           | 1 – 0 (1 – 0) | NOAD                   |
| 1 juni 1960 Plaats: Arnhem Nieuw-Monnikenhuize Toeschouwers: 14.000 Scheidsrechter: Dirk van Male        | Leo de Kleermaeker 32'                                            |               |                        |
| Nacompetitie                                                                                             | NOAD                                                              | 1 – 1 (0 – 1) | Vitesse                |
| 6 juni 1960 Plaats: Tilburg Gemeentelijk Sportpark Toeschouwers: 12.000 Scheidsrechter: Leo Horn         | Wim van der Kruk 81' (e.d.)                                       |               | 24' Leo de Kleermaeker |
| Nacompetitie                                                                                             | Vitesse                                                           | 1 – 1 (1 – 1) | D.F.C.                 |
| 12 juni 1960 Plaats: Arnhem Nieuw-Monnikenhuize Toeschouwers: 18.000 Scheidsrechter: Andries van Leeuwen | Ben Snelders 27'                                                  |               | 3' Jan de Jager        |
| Nacompetitie                                                                                             | VSV                                                               | 1 – 1 (0 – )  | Vitesse                |
| 19 juni 1960 Plaats: Velsen Schoonenberg Toeschouwers: 7.000 Scheidsrechter: Janus Aalbrecht             | Cor Brom 75'                                                      |               | 83' Leo de Kleermaeker |

## Statistieken Vitesse 1959/1960

### Eindstand Vitesse in de Nederlandse Eerste divisie A 1959 / 1960
| Stand | Gespeeld | Gewonnen | Gelijk | Verloren | Punten | Doelpunten voor | Doelpunten tegen |
| ----- | -------- | -------- | ------ | -------- | ------ | --------------- | ---------------- |
| 2e    | 30       | 17       | 9      | 4        | 43     | 61              | 33               |

### Topscorers
| #      | Naam                | Goal |
| ------ | ------------------- | ---- |
| 1.     | Loek Feijen         | 17   |
| 2.     | Evert van der Horst | 10   |
| 3.     | Bert Theunissen     | 9    |
| 4.     | Leo de Kleermaeker  | 7    |
| 5.     | Ben Snelders        | 4    |
| 6.     | Jan Bruil           | 3    |
| 6.     | Toon Huiberts       | 3    |
| 6.     | Theo Slijkhuis      | 3    |
| 9.     | Henk Arendsen       | 2    |
| 10.    | Piet Beekman        | 1    |
| 10.    | Arend Loos          | 1    |
| 10.    | Cees Meeuwsen       | 1    |
| Totaal | Totaal              | 61   |

| #      | Naam               | Goal |
| ------ | ------------------ | ---- |
| 1.     | Leo de Kleermaeker | 3    |
| 2.     | Ben Snelders       | 1    |
| 2.     | Bert Theunissen    | 1    |
| Totaal | Totaal             | 5    |